# Rio Dumbrava Filei
O Rio Dumbrava Filei é um rio da Romênia, afluente do Hăşdate, localizado no distrito de Cluj.